# Demurîne
Demurîne (în ucraineană Демурине) este o așezare de tip urban din raionul Mejova, regiunea Dnipropetrovsk, Ucraina. În afara localității principale, mai cuprinde și satele Vasîlivka și Volodîmîrivka.

## Demografie
Componența lingvistică a așezării de tip urban Demurîne
     Ucraineană (90,69%)
     Rusă (4,81%)
     Alte limbi (0,69%)
Conform recensământului din 2001, majoritatea populației așezării de tip urban Demurîne era vorbitoare de ucraineană (90,69%), existând în minoritate și vorbitori de rusă (4,81%).